# Polittico di San Facondino

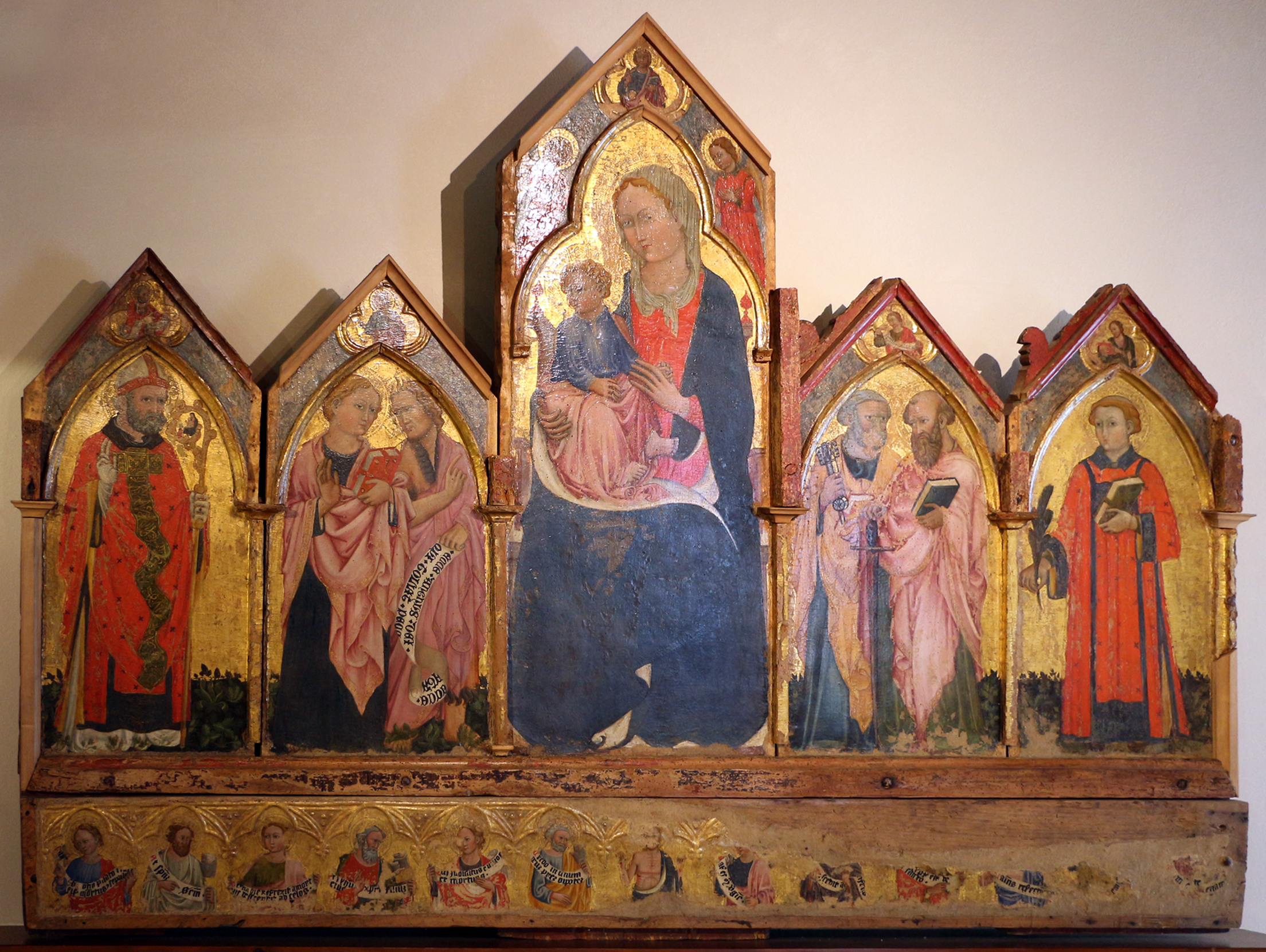
Maestro di Fossato, Polittico di San Facondino, c. 1400-1415, presente nel Museo civico di Gualdo Tadino.

Il Polittico di San Facondino è un'opera pittorica del Maestro di Fossato datata tra il 1400 e il 1415, la più importante del maestro umbro.

## Descrizione
È costituito da cinque tavole rappresentanti al centro la Madonna con il Bambino e ai lati diversi santi, tra i quali San Facondino che ha dato il nome al polittico. Il polittico si trova nella Pinacoteca di Gualdo Tadino in Umbria presso la Rocca Flea.